# Waldflöjt
Waldflöjt är en orgelstämma inom koniska stämmor och är vanligen 2´, men kan också vara 4´ eller 1´. Den tillhör kategorin labialstämmor. Waldflöjten är bredare labierad än en blockflöjt men är nästan lika vid.